# Blauer Lauch
Der Blaue Lauch (Allium caeruleum, Syn: Allium azureum), auch Sibirischer Enzian-Lauch, Flieder-Lauch und Blau-Lauch genannt, ist eine Pflanzenart aus der Gattung Lauch (Allium) in der Unterfamilie der Lauchgewächse (Allioideae) innerhalb der Pflanzenfamilie der Amaryllisgewächse (Amaryllidaceae). Die Pflanze ist eine eurasische Lauchart, deren Verbreitungsgebiet sich von Russland über Zentralasien bis nach China erstreckt. Sie wird verbreitet als Zierpflanze verwendet.

## Beschreibung

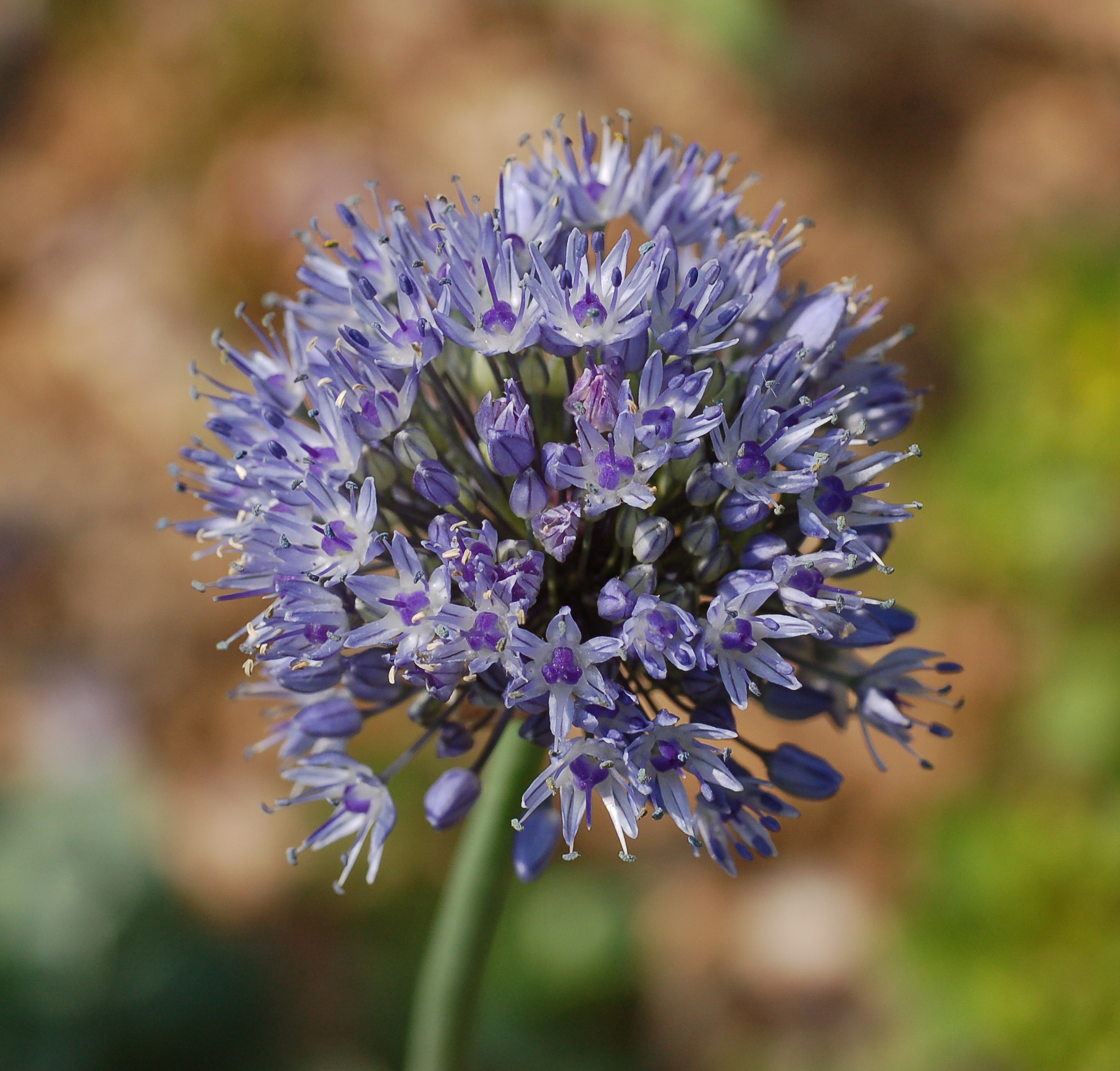
Blüte des Blauen Lauchs

### Vegetative Merkmale
Der Blaue Lauch ist eine ausdauernde krautige Pflanze, die Wuchshöhen von 20 bis 80 Zentimeter erreicht. Die 1 bis 2 Zentimeter dicken Zwiebeln sind einzeln, eiförmig bis kugelig, und haben eine membranartige, glatthäutige, bläulich überlaufene Hülle. Die zwei bis vier einfachen, etwa 7 Zentimeter langen, 2 bis 5 Millimeter breiten, blaugrünen Laubblätter mit Blattscheide sind dreikantig und mindestens unterhalb der Mitte hohl. Sie umschließen das untere Viertel bis Drittel des Stängels. Zur Blütezeit sind sie oft bereits abgestorben.

### Generative Merkmale
Die Blütezeit ist im Juni und Juli. Der vielblütige, doldige Blütenstand ist etwa kugelig, mit einem Durchmesser von etwa 4 Zentimetern. Die Hüllblätter sind nicht oder nur kurz geschnäbelt. Die sechszähligen, becherförmigen, zwittrigen und gestielten Blüten sind 3 bis 5 Millimeter lang, leuchtend blau bis hellgraublau mit dunkler Mittelader. Die Blütenstiele sind bis etwa 2 Zentimeter lang. Die Staubfäden sind am Grunde verbreitert und miteinander verwachsen, sie überragen die Perigonblätter nur wenig oder auch nicht. Die inneren Staubfäden sind zahnlos oder unter der Mitte kurz zweizähnig.
Die drei Fruchtblätter sind zu einem oberständigen, fast kugeligen, blauen Fruchtknoten mit relativ kurzem Griffel verwachsen und besitzen gewölbte Nektarien, die an der Basis von haubenartigen Fortsätzen bedeckt sind. Die Dolden bilden zuweilen auch oder ausschließlich Brutzwiebeln aus.

### Chromosomensatz
Die Chromosomengrundzahl beträgt x = 8; es liegt Diploidie mit einer Chromosomenzahl von 2n = 2x = 16 vor.

## Vorkommen
Der Blaue Lauch ist im europäischen Teil Russlands, in Kasachstan, Usbekistan, Kirgisistan und Tadschikistan, im Altaigebirge und in Xinjiang verbreitet. Er wächst in kontinentalen Salzsteppen, Salzwiesen und salzigen Marschgebieten, aber auch an trockenen Hängen und in Bergsteppen bis in Höhen von 2300 Metern. Die Pflanze bevorzugt mäßig nahrhafte, kalk- und basenreiche Böden in sonnigen, sommertrockenen Lagen.

## Systematik
Die Erstveröffentlichung von Allium caeruleum erfolgte 1773 durch Peter Simon Pallas in Reise durch verschiedene Provinzen des Russischen Reichs, Band 2, S. 737. Der artspezifische Namensteil caeruleum bedeutet "himmelblau" und bezieht sich hier auf die Blütenfarbe. Die Art wird zur Untergattung Allium und darin zur Sektion Caerulea (Omelcz.) F.O.Khass. gezählt. In die Sektion Caerulea gehören nach neueren DNA-Analysen neben Allium caerulea auch die Arten Allium caesium, Allium elegans und Allium litvinovii.
In Gebieten, in denen Allium caruleum und Allium caesium zusammen vorkommen, treten natürliche Hybriden der beiden Arten auf. Pflanzen mit Brutzwiebeln in den Blütenständen wurden als Allium coeruleum var. bulbilliferum Ledeb., Allium coeruleum var. viviparum Kar. & Kir. und Allium viviparum Kar. & Kir. beschrieben. Als heterotypische Synonyme von Allium caeruleum gelten Allium azureum Ledeb., Allium caerulescens G.Don. und Allium viviparum Kar. & Kir.

## Verwendung
Der Blaue Lauch ist seit spätestens Anfang des 19. Jahrhunderts in Kultur und wird verbreitet als Zierpflanze verwendet. Die Pflanze eignet sich für Kiesgärten, Steingarten- und Steppenpflanzungen an sonnigen, warmen Stellen mit durchlässigem Boden. Der Blaue Lauch kann gut mit niedrigen bodendeckenden Stauden, beispielsweise mit Stachelnüsschen, Asienfetthenne oder Laugenblumen, kombiniert werden. Mit seinen blauen Blüten hebt sich der Blaue Lauch gut von anderen Zierstauden ab, muss aber in großen Gruppen gepflanzt werden, um Wirkung zu zeigen. Reich blühende Bestände des Blauen Lauchs werden jedoch im Hochsommer unansehnlich. Dies lässt sich durch eine Kombination mit niedrigen Steppengräsern wie dem Steppen-Lieschgras etwas kaschieren. Zwischen Felsen und Steinen kommt der Blaue Lauch besonders gut zur Geltung. Die Pflanze gilt als winterhart bis −40 °C (Zone 3).